# Cross Roads (Texas)
Cross Roads es un pueblo ubicado en el condado de Denton en el estado estadounidense de Texas. En el Censo de 2010 tenía una población de 1.563 habitantes y una densidad poblacional de 85,45 personas por km².

## Geografía
Cross Roads se encuentra ubicado en las coordenadas 33°13′14″N 96°59′45″O / 33.22056, -96.99583. Según la Oficina del Censo de los Estados Unidos, Cross Roads tiene una superficie total de 18.29 km², de la cual 18.1 km² corresponden a tierra firme y (1.06%) 0.19 km² es agua.

## Demografía
Según el censo de 2010, había 1.563 personas residiendo en Cross Roads. La densidad de población era de 85,45 hab./km². De los 1.563 habitantes, Cross Roads estaba compuesto por el 86.31% blancos, el 7.68% eran afroamericanos, el 0.32% eran amerindios, el 1.73% eran asiáticos, el 0.13% eran isleños del Pacífico, el 1.98% eran de otras razas y el 1.86% pertenecían a dos o más razas. Del total de la población el 13.44% eran hispanos o latinos de cualquier raza.